# Hugo Villar
Hugo Villar Teijeiro (Montevideo, 20 de noviembre de 1925 - Montevideo, 15 de abril de 2014) fue un médico y político uruguayo. En 1971 participó de la fundación del Frente Amplio.

## Biografía
Graduado como Doctor en Medicina por la Facultad de Medicina de la Universidad de la República del Uruguay en 1959.
Como político, fue candidato a la Intendencia Municipal de Montevideo por el Frente Amplio, en las primeras elecciones a las que se presentó dicha fuerza política en el año 1971. Habiendo desarrollado una intensa actividad por el restablecimiento de la democracia en su país, durante su exilio a raíz de la dictadura militar que se instauró en Uruguay entre los años 1973 y 1985.
A nivel de cogobierno universitario, fue en la Universidad de la República Oriental del Uruguay, Presidente de la Asamblea del Claustro de la Facultad de Medicina. También se desempeñó en su época de estudiante como miembro de la Comisión Directiva y Secretario General de la Asociación de Estudiantes de Medicina (AEM).
Contrajo matrimonio con Haydée Ballesteros, y fueron padres de cuatro hijos: Álvaro Villar, Andrea, Eduardo y Daniel Villar.

## Desempeño profesional

### Período 1947 - 1960
Comienza su carrera docente en la Facultad de Medicina en el año 1947 como ayudante de histología y embriología.

### Período 1960 - 1974

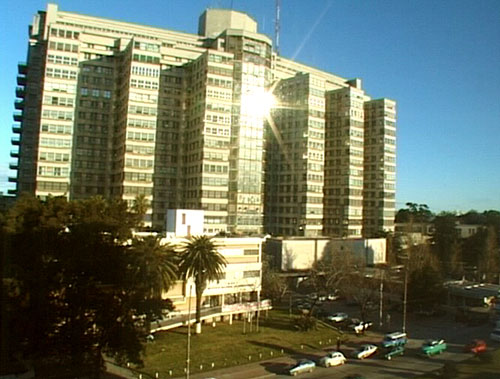
Sede del Hospital de Clínicas Dr. Manuel Quintela

Director del Hospital de Clínicas "Dr. Manuel Quintela", Hospital Universitario de la Universidad de la República.
En dicha etapa impulsó la creación del primer Centro de Tratamiento Intensivo del país, siendo uno de sus fundadores en 1971. Durante su dirección se realizó en 1969 el primer trasplante renal del país en el Hospital de Clínicas.

### Período 1974 - 1978
Profesor y Jefe del Departamento de Administración de Salud, en Cuba.

### Período 1978 - 1984
Profesor de Salud Pública y Administración de Servicios de Salud en España, entre los años 1974 y 1984.

### Período 1985 - 1991
Director del Hospital de Clínicas "Dr. Manuel Quintela", Hospital Universitario de la Universidad de la República.

### Período 1991 - 2011
Consultor de la OPS/OMS entre los años 1978 y 1998, realizando consultorías para dicho organismo en entre esos años en Argentina, Bolivia, Brasil, Cuba, Guatemala, Nicaragua y Estados Unidos.
Fue miembro fundador de los siguientes organismos, Instituto de Desarrollo de la Salud, Cuba. Centro de investigaciones y estudios de la Salud, Nicaragua. Centro para el desarrollo de la Gerencia Social, Bolivia.
En su labor docente también se desempeñó como Profesor Invitado de la Maestría del Departamento de Medicina Interna de la Universidad Federal de Río Grande do Sul, Brasil, entre los años 1994 y 1998.
Profesor Honorario de la Universidad de Cochabamba, Bolivia.
Profesor Emérito de la Facultad de Medicina de la Universidad de la República Oriental del Uruguay.
Ha sido autor y coautor de numerosas publicaciones sobre Administración de Salud, de difusión nacional e internacional.
En el año 2008 fue galardonado con el Premio “Abraham Horwitz”, por la Organización Panamericana de la Salud.

## Libros
Villar, Hugo (2003). La salud: una política de estado. Hacia un sistema nacional de salud. Publicación del Sindicato Médico del Uruguay. 
Villar, Hugo (2010). Descentralización en Salud. Sistemas Departamentales de Atención. En coautoría con el Dr. Ciro Ferreira. Publicación del Sindicato Médico del Uruguay. 